# Vendrogno
Vendrogno es una localidad italiana perteneciente al municipio de Bellano de la provincia de Lecco, región de Lombardía, con 328 habitantes.
Fue un municipio independiente hasta el 31 de diciembre de 2019, en que fue disuelto y pasó a formar parte del municipio de Bellano.

## Evolución demográfica
| Gráfica de evolución demográfica de Vendrogno entre 1861 y 2001 |
|                                                                 |
| Fuente ISTAT - elaboración gráfica de Wikipedia                 |